# Grenoble olympique XIII
Maillots
Le Grenoble olympique XIII est un club de rugby à XIII français situé à Grenoble. 
C'est l'époque où le rugby à XIII attire du monde à Grenoble avec notamment plusieurs matchs disputés par l'équipe de France en 1958, 1959, 1972 et 1974 dans la capitale des Alpes,,.

## Histoire
Le Grenoble olympique XIII est fondé en 1934. Néanmoins, malgré les recrutements de joueurs talentueux tels qu'Antonin Barbazangues et Bob Samatan, le club bute sur un obstacle de taille : il ne parvient pas à trouver un stade. Une autre tentative d'intégrer le club au championnat de France est faite en 1939 avec douze autre équipes, mais là encore les Grenoblois échouent à rejoindre le mouvement treiziste français. 
Après une montée historique en 1972, le club a évolué au plus haut niveau en 1973 et 1974 avant de descendre en groupe B en 1975 puis en seconde division en 1976.
À la fin des années 1970, Grenoble n’engage plus d’équipe senior faute d’effectif suffisant mais conserve son école de rugby.
Le club disparaît au milieu des années 1980.
Son joueur emblématique est l'international à XV et à XIII Pierre Lacaze triple vainqueur du Championnat de France de rugby à XV en 1956, 1957 et 1958 avec le FC Lourdes et aussi vainqueur du  Championnat de France de rugby à XIII en 1965 avec le Toulouse olympique.

## Palmarès
- Montée en Nationale en 1972[5]

## Liste des joueurs en 1974

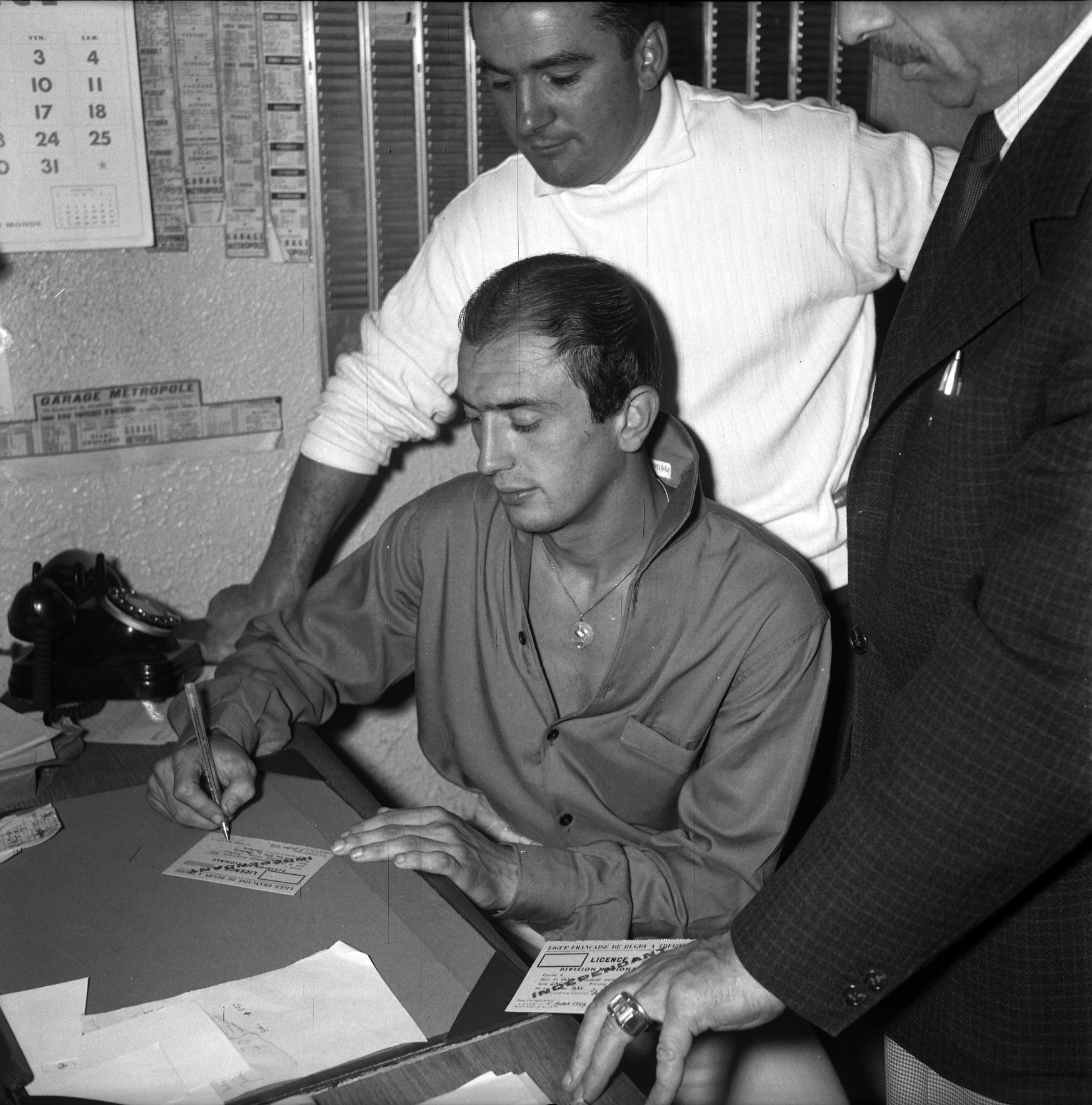
Pierre Lacaze

- Yves Bentata
- Jean-Claude Clerc
- Mike Falley
- Philippe Ford
- Joseph Gleyzes
- Pierre Lacaze
- Bernard Mercier
- Tiburce Monedero
- Roland Mahum
- Frank O'Leary
- Jean-Pierre Rajau
- Barry Sillito
- Michel Suzylo
- Henry Terrats
- Patrick Thiboun
- Robert Tormo

## Liste des présidents
- 1973-1974 :  Jduant

## Liste des directeurs sportif
- 1973-1974 :  Benhamou

## Liste des entraîneurs
- 1973-1974 :  H. Jarzik